# Kidadhal, Koppal
Kidadhal là một làng thuộc tehsil Koppal, huyện Koppal, bang Karnataka, Ấn Độ.